# Ljaskovo (Dobritsj)
Ljaskovo (Bulgaars: Лясково) is een dorp in de Bulgaarse gemeente Dobritsjka, oblast Dobritsj. Het dorp ligt hemelsbreed op 20 km afstand van de regionale hoofdstad Dobritsj en 371 km ten noordoosten van Sofia.

## Bevolking
Op 31 december 2019 werden er 288 inwoners geregistreerd door het Nationaal Statistisch Instituut van Bulgarije, een daling vergeleken met het maximum van 845 personen in 1946.
|  |

Van de 302 inwoners reageerden er 301 op de optionele volkstelling van 2011. Van deze 301 respondenten identificeerden 176 personen zichzelf als etnische Roma (58,5%). Verder werden er 114 etnische Bulgaren (37,9%), 3 Bulgaarse Turken (1%) en 8 ‘overige/ondefinieerbare’ respondenten (2,7%) geregistreerd.
| Etniciteit   | Aantal | %     |
| ------------ | ------ | ----- |
| Bulgaren     | 114    | 37,9% |
| Turken       | 3      | 1%    |
| Roma         | 176    | 58,5% |
| Overig       | 8      | 2,7%  |
| Respondenten | 301    |       |